# Pteris ramosii
Pteris ramosii är en kantbräkenväxtart som beskrevs av Edwin Bingham Copeland. Pteris ramosii ingår i släktet Pteris och familjen Pteridaceae. Inga underarter finns listade.